# Ржевски рејон
Ржевски рејон (рус. Зубцовский район) административно-територијална је јединица другог нивоа и општински рејон у јужном делу Тверске области, на северозападу европског дела Руске Федерације.
Административни центар рејона налази се у граду Ржеву који као град обалсне субординације не улази у састав рејона већ је засебна административна целина. Према проценама националне статистичке службе Русије за 2014. на територији рејона је живело 11.899 становника или у просеку око 4,31 ст/км². У граду Ржеву у истом периоду живело је око 61.000 људи.

## Географија
Ржевски рејон смештен је у јужним деловима Тверске области, у географској регији Витепско побрђе. Обухвата територију површине 2.760 км² и на 12. је месту међу рејонима Тверске области по величини територије. Граничи се са 4 тверска рејона, и то са Старичким на истоку и Зупцовским на југоистоку, док су на западу и северозападу Олењински и Селижаровски рејон. На југу је Сичјовски рејон Смоленске области.
Топографијом рејона доминира река Волга која пресеца његову територију у смеру северозапад-југоисток. Ширина корита Волге на овом потезу је између 50 и 100 метара и карактеришу га бројни меандри те високе и стрме обале. Најважније притоке Волге на подручју овог рејона су Итомља (лева) и Тудовка (десна). Јужним делом рејона делимично протиче река Осуга која делимично представља и границу ка Смоленској области, док је најважнија река у северном делу рејона Мала Коша.
Под шумама је око 141 хиљада хектара, односно око 21 хиљада под џбунастом вегетацијом (укупно око 46% рејонске територије).

## Историја
Ржевски рејон је формиран од делова некадашњег Ржевског округа 1929. године. Од оснивања до 1935. био је делом Западне, а потом и Калињинске (данас Тверске) области. Територији Ржевског рејона привремено је била присаједињена територија Зупцовског рејона у периоду између 1963. и 1965. године.

## Демографија и административна подела
Према подацима пописа становништва из 2010. на територији рејона су живела укупно 12.480 становника, док је према процени из 2014. ту живело 11.899 становника, или у просеку 4,31 ст/км².
| 1959.  | 1970.  | 1979.  | 1989.  | 2002.  | 2010.  | 2014.   |
| ------ | ------ | ------ | ------ | ------ | ------ | ------- |
| 29.828 | 26.844 | 19.440 | 17.664 | 14.674 | 12.480 | 11.899* |

Напомена: * Према процени националне статистичке службе
На подручју рејона постоји укупно 389 насељених места подељених на укупно 7 сеоских општина. Административна управа рејона налази се у граду Ржеву који административно не потпада под рејонску власт већ представља засебну административну јединицу Тверске области у рангу са рејонима.

## Саобраћај
Ржевски рејон је важна саобраћајна раскрсница преко које пролазе железничке трасе Москва—Рига и Лихослављ—Брјанск, те друмски правци М9 (Москва—Рига), Ржев—Твер и Ржев—Осташков.